# Janusz Kupcewicz
Janusz Bogdan Kupcewicz (ur. 9 grudnia 1955 w Gdańsku, zm. 4 lipca 2022 w Gdyni) – polski piłkarz, występujący na pozycji pomocnika, trener i samorządowiec.

## Kariera piłkarska

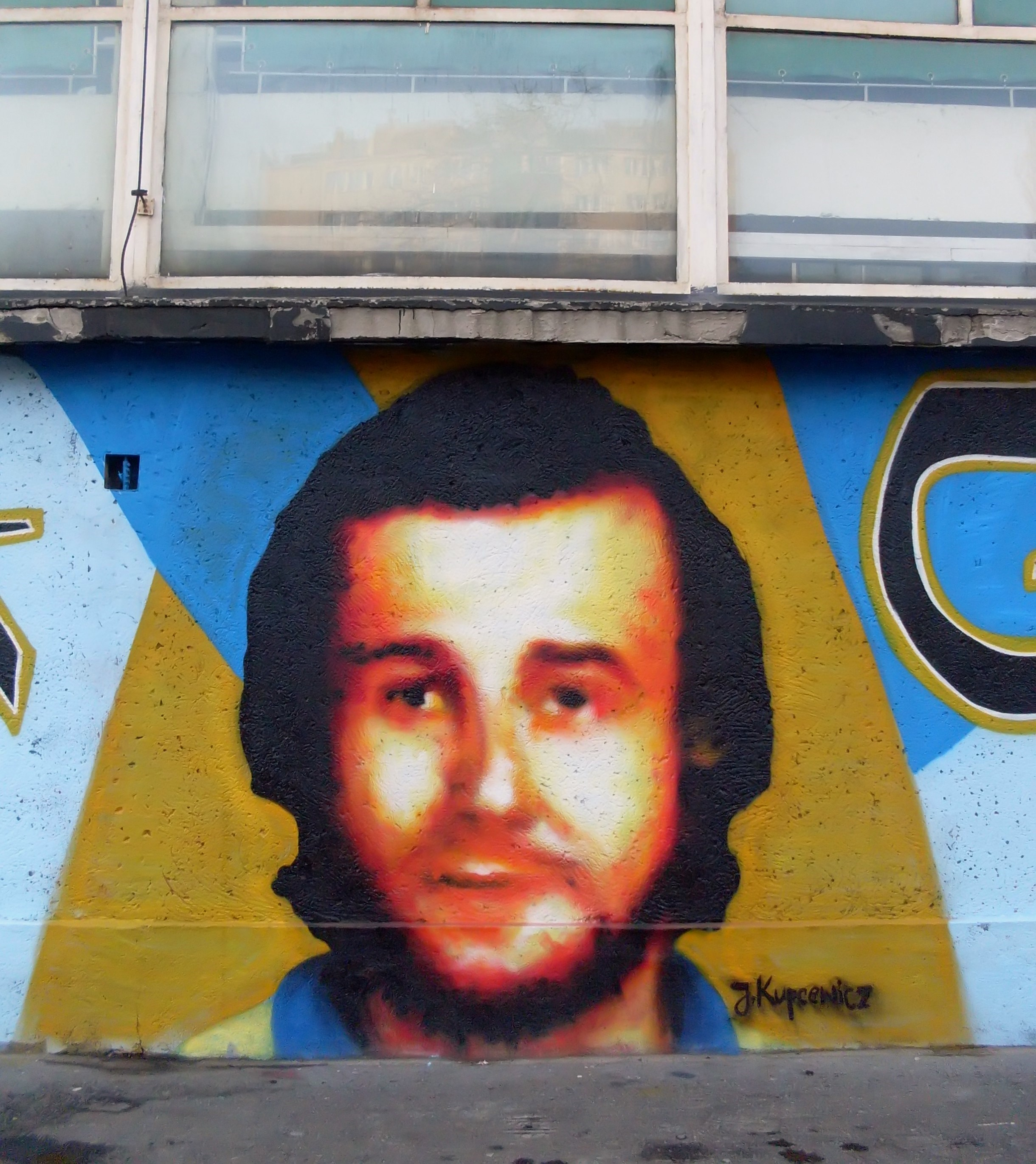
Mural w Gdyni

Swoją karierę zaczynał w Warmii Olsztyn, skąd przeniósł się do Stomilu. W Ekstraklasie debiutował w zespole Arki Gdynia, potem występował w Lechu Poznań, a następnie we francuskim AS Saint-Étienne. Po grze we Francji wyjechał do greckiej Larisy. Następnie wrócił na pewien czas do Polski do drużyny Lechii Gdańsk, by potem znów wyjechać za granicę do Turcji, do Adanasporu. Tam zakończył karierę.
W reprezentacji zadebiutował w 1976. Na mistrzostwach świata w 1978 był rezerwowym; występował natomiast na mistrzostwach w Hiszpanii. W sumie w kadrze rozegrał 20 meczów i strzelił 5 bramek. Zdobył Puchar Polski z Arką Gdynia i mistrzostwo kraju z Lechem Poznań.
W latach 2001–2003 był konsultantem sportowym w Arce Gdynia. Jako trener prowadził polską reprezentację futsalu. Pracował także jako trener Raduni Stężyca i Cartusii Kartuzy oraz nauczyciel wychowania fizycznego w Szkole Podstawowej nr 10 w gdyńskiej Chyloni.

## Kariera samorządowa
Jako członek Platformy Obywatelskiej bez powodzenia kandydował z listy tej partii do rady miejskiej Gdyni w 2006 i do Sejmu w 2007. Następnie z ramienia Polskiego Stronnictwa Ludowego kandydował także bezskutecznie do sejmiku województwa pomorskiego w 2010 i do Sejmu w 2011, a w 2014 uzyskał mandat radnego sejmiku. W 2015 i 2019 ponownie kandydował do Sejmu. Wstąpił w międzyczasie do PSL. W 2018 nie odnowił mandatu radnego.

## Śmierć

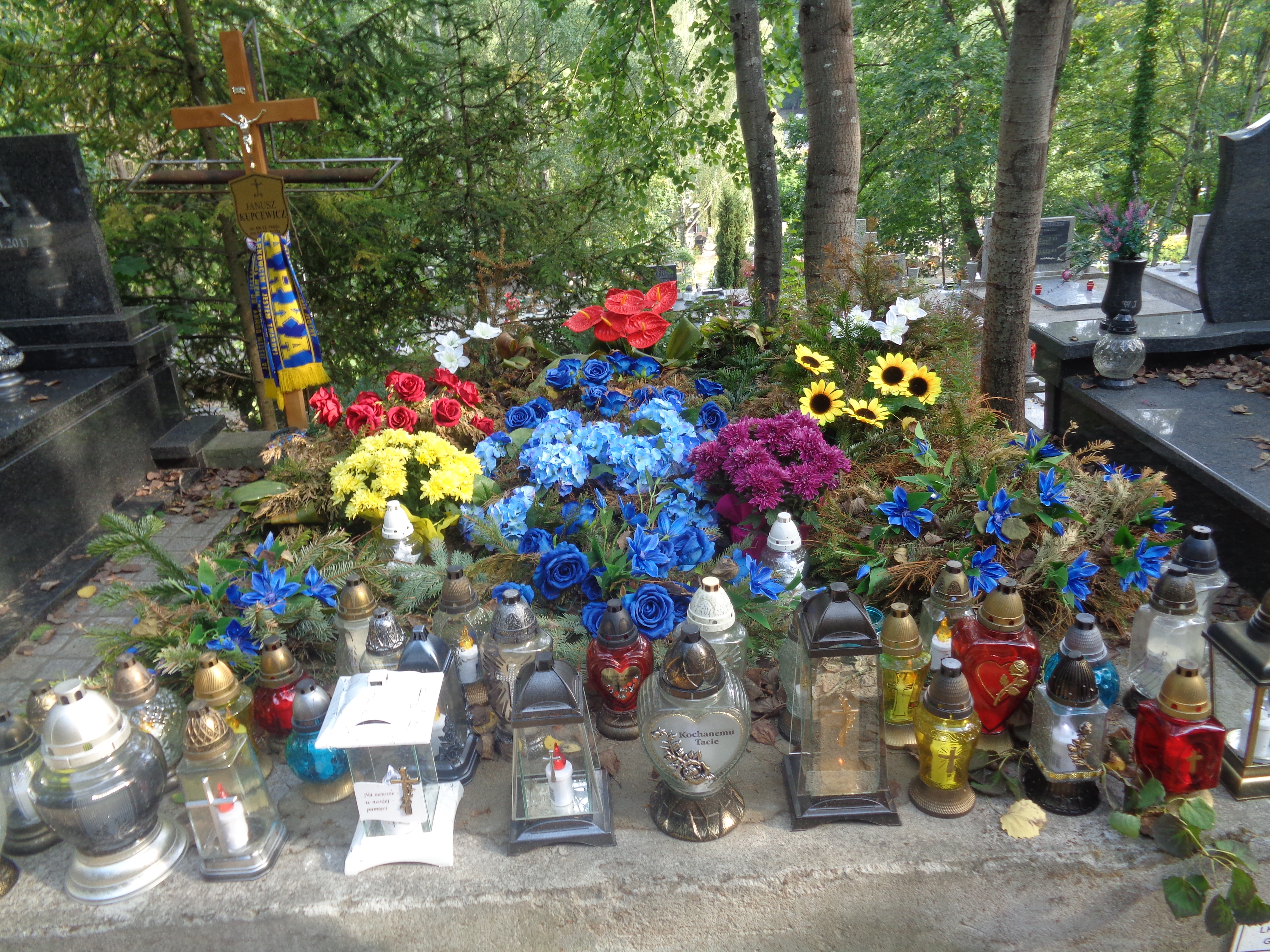
Grób Janusza Kupcewicza na cmentarzu Witomino

Zmarł 4 lipca 2022 w szpitalu w Gdyni, pochowany został pięć dni później na tamtejszym cmentarzu Witomińskim. 9 lipca 2022 pamięć Kupcewicza została uczczona minutą ciszy przed meczem Superpucharu Polski na stadionie w Poznaniu. 4 września 2022 na górce przy ul. Ejsmonda w Gdyni odsłonięto pamiątkową tablicę poświęconą Kupcewiczowi.

## Kariera reprezentacyjna
| Występy w reprezentacji Polski | Występy w reprezentacji Polski | Występy w reprezentacji Polski | Występy w reprezentacji Polski | Występy w reprezentacji Polski | Występy w reprezentacji Polski | Występy w reprezentacji Polski | Występy w reprezentacji Polski |
| lp.                            | Data                           | Miejsce                        | Przeciwnik                     | Rezultat                       | Rozgrywki                      | Grał                           | Uwagi                          |
| ------------------------------ | ------------------------------ | ------------------------------ | ------------------------------ | ------------------------------ | ------------------------------ | ------------------------------ | ------------------------------ |
| 1.                             | 24 marca 1976                  | Chorzów                        | Argentyna                      | 1-2                            | towarzyski                     | od 64'                         |                                |
| 2.                             | 12 listopada 1977              | Wrocław                        | Szwecja                        | 2-1                            | towarzyski                     | od 46'                         |                                |
| 3.                             | 30 sierpnia 1978               | Helsinki                       | Finlandia                      | 1-0                            | towarzyski                     | 90'                            |                                |
| 4.                             | 11 października 1978           | Bukareszt                      | Rumunia                        | 0-1                            | towarzyski                     | do 66'                         |                                |
| 5.                             | 12 listopada 1980              | Barcelona                      | Hiszpania                      | 2-1                            | towarzyski                     | od 46'                         |                                |
| 6.                             | 19 listopada 1980              | Kraków                         | Algieria                       | 5-1                            | towarzyski                     | 90'                            | Gol                            |
| 7.                             | 2 maja 1981                    | Chorzów                        | NRD                            | 1-0                            | elim. MŚ 1982                  | 90'                            |                                |
| 8.                             | 24 maja 1981                   | Bydgoszcz                      | Irlandia                       | 3-0                            | towarzyski                     | 90'                            |                                |
| 9.                             | 2 września 1981                | Chorzów                        | Niemcy                         | 0-2                            | towarzyski                     | do 35'                         |                                |
| 10.                            | 23 września 1981               | Lizbona                        | Portugalia                     | 0-2                            | towarzyski                     | do 61'                         |                                |
| 11.                            | 22 czerwca 1982                | La Coruña                      | Peru                           | 5-1                            | MŚ 1982                        | 90'                            |                                |
| 12.                            | 28 czerwca 1982                | Barcelona                      | Belgia                         | 3-0                            | MŚ 1982                        | do 82'                         |                                |
| 13.                            | 4 lipca 1982                   | Barcelona                      | ZSRR                           | 0-0                            | MŚ 1982                        | do 51'                         |                                |
| 14.                            | 8 lipca 1982                   | Barcelona                      | Włochy                         | 0-2                            | MŚ 1982                        | 90'                            |                                |
| 15.                            | 10 lipca 1982                  | Alicante                       | Francja                        | 3-2                            | MŚ 1982                        | 90'                            | Gol                            |
| 16.                            | 31 sierpnia 1982               | Paryż                          | Francja                        | 4-0                            | towarzyski                     | 90'                            | Gol · Gol                      |
| 17.                            | 8 września 1982                | Kuopio                         | Finlandia                      | 3-2                            | elim. Euro 1984                | 90'                            | Gol                            |
| 18.                            | 23 marca 1983                  | Łódź                           | Bułgaria                       | 3-1                            | towarzyski                     | 90'                            |                                |
| 19.                            | 17 kwietnia 1983               | Warszawa                       | Finlandia                      | 1-1                            | elim. Euro 1984                | 90'                            |                                |
| 20.                            | 22 maja 1983                   | Chorzów                        | ZSRR                           | 1-1                            | elim. Euro 1984                | do 75'                         |                                |